# موريتانيا في الألعاب البارالمبية الصيفية 2000
شاركت موريتانيا في الألعاب البارالمبية لأول مرة في الألعاب البارالمبية الصيفية لعام 2000 في سيدني. وتنافست البلاد مرة أخرى في عام 2004 بممثل وحيد. ولم تشارك موريتانيا في الألعاب البارالمبية الصيفية لعام 2008 كما لم تشارك قط في الألعاب البارالمبية الشتوية. ولم يسبق لأي موريتاني أن فاز بميدالية بارالمبية.
وقد كان هناك رياضي واحد ورياضية واحدة يمثلان موريتانيا في دورة الألعاب البارالمبية الصيفية لعام 2000. حيث بدأت في 18 أكتوبر وانتهت في 29 أكتوبر 2000 في سيدني بأستراليا.

## الفعاليات

### ألعاب القوى
ألعاب القوى في دورة الألعاب البارالمبية الصيفية لعام 2000 ضمت إجمالي 234 حدثًا 165 للرجال و69 للنساء. وقد تم تصنيف الرياضيين حسب مدى ونوع إعاقتهم.
سباق السيدات
| رياضي         | حدث          | تسخينات | تسخينات | أخير     | أخير     |
| رياضي         | حدث          | نتيجة   | رتبة    | نتيجة    | رتبة     |
| ------------- | ------------ | ------- | ------- | -------- | -------- |
| عزوة منت محمد | 100 متر تي54 | 21.43   | 9       | لم يتقدم | لم يتقدم |

### رفع الأثقال
رياضة رفع الأثقال في دورة الألعاب البارالمبية الصيفية لعام 2000 تألفت من 20 حدثًا.
فئة الرجال
| رياضي           | حدث       | تسخينات | تسخينات | أخير  | أخير |
| رياضي           | حدث       | نتيجة   | رتبة    | نتيجة | رتبة |
| --------------- | --------- | ------- | ------- | ----- | ---- |
| محمد ولد باحيدا | +67.5 كجم | ___     | ___     | 70    | 16   |

## فهرس
- اللجنة البارالمبية الدولية (2000). "الملحق ج: أرقام الرياضيين - حسب التفويض". تقرير ما بعد الألعاب للألعاب البارالمبية في سيدني 2000. سيدني.{{استشهاد بكتاب}}:  صيانة الاستشهاد: مكان بدون ناشر (link)

## روابط خارجية
- اللجنة البارالمبية الدولية